# (37255) 2000 WX189
2000 WX189 (asteroide 37255) é um asteroide da cintura principal. Possui uma excentricidade de 0.09018880 e uma inclinação de 4.02615º.
Este asteroide foi descoberto no dia 18 de novembro de 2000 por LONEOS em Anderson Mesa.